# Hoa Dung (Tam Quốc)
Hoa Dung (giản thể: 华融; phồn thể: 華融; bính âm: Huá Róng; ? – 256), tự Đức Nhuy (德蕤), là quan viên Đông Ngô thời Tam Quốc trong lịch sử Trung Quốc.

## Cuộc đời
Hoa Dung quê ở huyện Giang Đô, quận Quảng Lăng, Từ Châu, từ nhỏ theo cha lánh nạn ở chân núi Nhị Sơn thuộc huyện Sơn Âm, quận Cối Kê. Bấy giờ, thư pháp gia Hoàng Tượng đang ẩn cư ở Sơn Âm, người quận Ngô là Trương Ôn đến cầu học, muốn tìm một chỗ nán lại. Hoàng Tượng nói: Chân núi Nhị có Hoa Đức Nhuy, dù rằng còn niên thiếu, nhưng có chí hướng, có thể ở nhà hắn. Ôn bèn ở lại nhà Hoa Dung, thường cùng Dung đàm luận.
Năm 222, Trương Ôn được Tôn Quyền bổ nhiệm làm Tuyển tào thượng thư, đề bạt Dung làm Thái tử thứ tử. Hoa Dung quan đến Tả tướng quân, Lục thượng thư sự.
Năm 256, Đằng Dận mưu đồ lật đổ Tôn Lâm, khuyên Hoa Dung viết thư tố cáo. Hoa Dung không hợp tác, bị Đằng Dận giết hại. Con trai Dung là Tư cũng bị hại, chỉ có cháu trai 1 tuổi còn sống.

## Gia đình
- Hoa Tư (華諝), con trai của Hoa Dung, quan đến Hoàng môn lang, bị Đằng Dận giết hại.
- Hoa Đàm (華譚), đại thần nhà Tấn.[4]

## Trong văn hóa
Hoa Dung không xuất hiện trong tiểu thuyết Tam quốc diễn nghĩa của La Quán Trung.